# Joel Pohjanpalo
Joel Pohjanpalo [ˈjo̞e̞l ˈpo̞hjɑ̝npɑ̝lo̞] (* 13. September 1994 in Helsinki) ist ein finnischer Fußballspieler. Er begann seine Karriere im Herrenbereich bereits im Alter von 16 Jahren in der Reservemannschaft Klubi 04 von HJK Helsinki. 2013 ging er nach Deutschland in die 2. Bundesliga, in der er insgesamt dreieinhalb Jahre für drei Vereine spielte. Von 2016 bis 2022 stand er beim deutschen Bundesligisten Bayer 04 Leverkusen unter Vertrag. Seit Februar 2025 spielt er für den italienischen Verein FC Palermo.

## Vereinslaufbahn

### Anfänge in Finnland
Joel Pohjanpalo hatte die Jugendmannschaften des inzwischen aufgelösten PK-35 Vantaa sowie von HJK Helsinki durchlaufen, ehe ab Oktober 2010 für die erste Mannschaft von Klubi 04 aus Helsinki in der drittklassigen Kakkonen spielte. Bei 26 Einsätzen erzielte er 33 Tore für Klubi 04 und schloss mit dem Verein die Saison als Tabellenerster ab, scheiterte aber in der Relegation am Aufstieg. Noch 2011 kehrte er zu seinem Jugendverein zurück und gab am 26. Oktober 2011 im Spiel gegen RoPS Rovaniemi sein Debüt in der Veikkausliiga. Auch beim Saisonauftakt 2012 am 15. April stand Pohjanpalo in der HJK-Startaufstellung gegen IFK Mariehamn. In diesem Spiel schoss er innerhalb von zwei Minuten und 42 Sekunden drei Tore zum 3:1-Sieg seines Vereins. Damit schaffte der damals 17-Jährige den schnellsten Hattrick der Veikkausliiga. Mit dem HJK gewann er 2012 die finnische Meisterschaft, wobei Pohjanpalo in 28 der 33 Ligaspiele eingesetzt wurde. Mit elf Toren belegte er den achten Platz in der Torjägerwertung. In der Saison 2013 erzielte Pohjanpalo gegen IFK Mariehamn erneut drei Treffer in einer Partie; HJK gewann das Spiel mit 5:0.

### Wechsel nach Deutschland

#### In der 2. Bundesliga
Mit 18 Jahren verließ Pohjanpalo im September 2013 Finnland und wurde für ein Jahr an den deutschen Zweitligisten VfR Aalen verliehen. Parallel dazu sicherte sich der Erstligist Bayer 04 Leverkusen eine mit einem Spielervertrag bis 2018 verbundene Kaufoption ab dem Juli 2014. Wegen einer Verletzung stieg Pohjanpalo erst im Oktober 2013 ins Mannschaftstraining der Aalener ein und kam daher bei den Schwaben bis zum Ende der Hinrunde nur zu Kurzeinsätzen nach Einwechslungen. In der Rückrunde entwickelte er sich zum Stammspieler und erzielte fünf Tore, womit er der zweiterfolgreichste Aalener Torschütze nach Robert Lechleiter war. In Helsinki wurde seine Vertragslaufzeit im April 2014 vorzeitig bis 2018 verlängert. Bayer Leverkusen nutzte seine Kaufoption nicht, durch die ausschließliche Verlängerung des Vertrags blieb sie aber bestehen.
Im Sommer 2014 wechselte Pohjanpalo für die beiden folgenden Saisons zu Aalens Ligakonkurrenten Fortuna Düsseldorf, ebenfalls auf Leihbasis. Für die Fortuna absolvierte der Finne 58 Pflichtspiele in der Liga sowie im DFB-Pokal und schoss 13 Tore. In seiner letzten Saison konnte er mit dem Verein mit drei Punkten Vorsprung auf den Relegationsplatz knapp die Klasse sichern.

#### Bei Bayer 04 Leverkusen

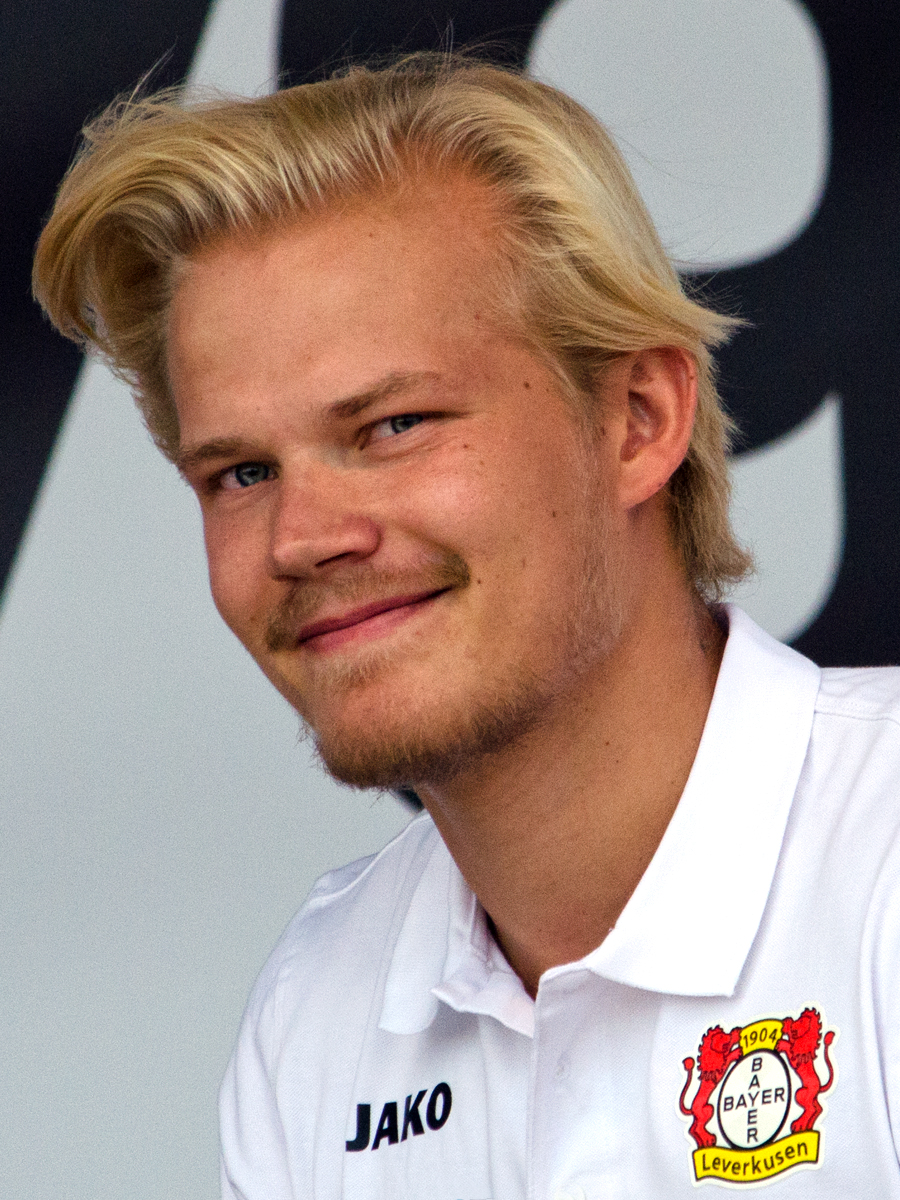
Joel Pohjanpalo auf der Saisoneröffnung 2018/19 von Bayer 04 Leverkusen

Im März 2016 nutzte Bayer Leverkusen schließlich seine Kaufoption und band Pohjanpalo ab der kommenden Saison bis zum 30. Juni 2018 an den Verein. Am 27. August 2016 (1. Spieltag) gab er bei der 1:2-Niederlage im Auswärtsspiel gegen Borussia Mönchengladbach sein Bundesligadebüt, als er in der 78. Minute für Charles Aránguiz eingewechselt wurde und gleich in der 79. Minute mit dem Treffer zum 1:1 sein erstes Tor für Bayer Leverkusen erzielte. Am Folgespieltag – seinem ersten Pflichtheimspiel für Bayer Leverkusen – wurde er beim Stand von 1:0 für den Hamburger SV in der 72. Minute für Admir Mehmedi eingewechselt. Innerhalb der letzten 15 Spielminuten bis zum Abpfiff erzielte Pohjanpalo drei Tore, wodurch ihm ein lupenreiner Hattrick – und damit der 100. der Bundesliga-Geschichte – gelang; seine Mannschaft gewann das Spiel mit 3:1. Anschließend kam Pohjanpalo in der Saison 2016/17 nur noch unregelmäßig zum Einsatz. Von wettbewerbsübergreifend insgesamt 44 möglichen Pflichtspielen absolvierte er nur 13 und erzielte in diesen sechs Tore. In der Folgesaison fand er in den Spielen noch weniger Berücksichtigung. In lediglich acht Pflichtspielen von möglichen 36 kam er zum Einsatz, wobei er zwei Tore erzielte.
In der Vorbereitung zur Saison 2018/19 wurde bei Pohjanpalo Mitte Juli 2018 eine Durchblutungsstörung im rechten Sprungbein diagnostiziert, wodurch er in dieser Saison kein Pflichtspiel absolvierte. Trotz dieser Diagnose wurde im Monat darauf seine Vertragslaufzeit bis Mitte 2022 verlängert. Während der Länderspielpause im März 2019 kehrte Pohjanpalo wieder ins Mannschaftstraining des Vereins zurück. Noch in der gleichen Woche absolvierte er ein Testspiel, in dem er 82 Minuten zum Einsatz kam. Ab Anfang April fiel er wegen starker Schmerzen an der behandelten Stelle, die laut Mitteilung des Vereins „eine nicht unerwartete Reaktion des Knochens“ auf die sportliche Belastung sind, erneut aus. Anderthalb Monate später kehrte Pohjanpalo ins Individualtraining zurück.
Zum Ende der Vorbereitung auf die Saison 2019/20 erlitt Pohjanpalo Anfang August erneut eine Belastungsstörung im rechten Sprungbein, wodurch er einen Monat pausieren musste. Nach der Rückkehr ins Mannschaftstraining stand er seit Ende September regelmäßig im Kader. Im Bundesligaspiel am 26. Oktober 2019 kam Pohjanpalo beim 2:2 gegen Werder Bremen zu einer Einwechslung am Spielende, wodurch er nach 587 Tagen wieder ein Pflichtspiel für die Leverkusener bestritt.

#### Leihspieler in diversen Vereinen
Pohjanpalo wechselte auf Basis einer Leihe am 24. Januar 2020 für ein halbes Jahr erneut in die 2. Bundesliga, diesmal zum Hamburger SV. Die Leihe sollte ihm mehr Spielpraxis ermöglichen, um sich auf eine eventuelle Teilnahme an der EM 2020 vorzubereiten, sowie den HSV bei seinen Bemühungen für einen Aufstieg unterstützen. In den 7 Spielen bis zur Saisonunterbrechung durch die COVID-19-Pandemie kam der Finne unter dem Cheftrainer Dieter Hecking hinter Lukas Hinterseer meist von der Bank ins Spiel und erzielte in 5 Einsätzen (einmal von Beginn) 2 Tore. Mit der Wiederaufnahme des Spielbetriebs nach mehr als zwei Monaten verdrängte Pohjanpalo Hinterseer aus der Startelf. Er kam in den letzten 9 Spielen stets in der Startelf zum Einsatz und erzielte 7 Tore. Der HSV, der sich vom 2. bis zum 33. Spieltag durchgängig unter den ersten Drei der Tabelle befunden hatte, verpasste auf dem 4. Platz den Aufstieg, woraufhin der Angreifer den Verein nach Ablauf seines Leihvertrags wieder verließ.
Zurück in Leverkusen setzte Trainer Bosz auch nach dem Abgang des bisher am häufigsten berücksichtigten Stürmers Kevin Volland weiterhin nicht auf Pohjanpalo. Stattdessen wurden der neu verpflichtete Patrik Schick wie auch Lucas Alario im Sturmzentrum eingesetzt. Nachdem der Finne an den ersten beiden Spieltagen der Saison 2020/21 einmal eingewechselt worden war, einigte man sich Ende September 2020 mit dem Ligakonkurrenten 1. FC Union Berlin auf eine Leihe bis zum Saisonende. Nach Ablauf der Saison verzichtete Union auf eine zuvor vereinbarte Kaufoption.
Auch nach seiner neuerlichen Rückkehr ins Rheinland konnte sich Pohjanpalo keinen Stammplatz erarbeiten. Anfang September 2021 verlängerte er seine Vertragslaufzeit mit Bayer 04 um ein Jahr bis Mitte 2023. Damit einhergehend wechselte er auf Basis einer Leihe in die Süper Lig zum türkischen Verein Çaykur Rizespor. Pohjanpalo zeigte sich in der Türkei treffsicher und erzielte in 33 Ligaspielen 16 Tore sowie war der vierterfolgreichste Torschütze der Saison. Er erzielte in drei Spielen je zwei Tore für seine Mannschaft sowie schoss beim 3:2-Sieg über den späteren Meister Trabzonspor im März 2022 einen Dreierpack, dabei alle Tore per Elfmeter. Trotz Pohjanpalos Torausbeute stand Çaykur Rizespor während der Saison fast ausschließlich auf einem Abstiegsplatz und musste am Saisonende mit neun Punkten Rückstand auf einen Nichtabstiegsplatz den Gang in die zweite Liga antreten. Der Finne kehrte schließlich zu Bayer 04 Leverkusen zurück.

### Fortsetzung in Italien
Mitte August 2022 wechselte Pohjanpalo nach Italien in die Serie B und unterschrieb beim FC Venedig einen Vertrag über zwei Spielzeiten mit der Option auf Verlängerung für eine weitere. In der Saison 2023/24 wurde der Stürmer mit 22 Toren Torschützenkönig der Serie B und schaffte mit dem Verein nach den Playoffs den Aufstieg in die Serie A.
Am 3. Februar 2025 wechselte der Stürmer zum FC Palermo in die Serie B.

## Nationalmannschaft

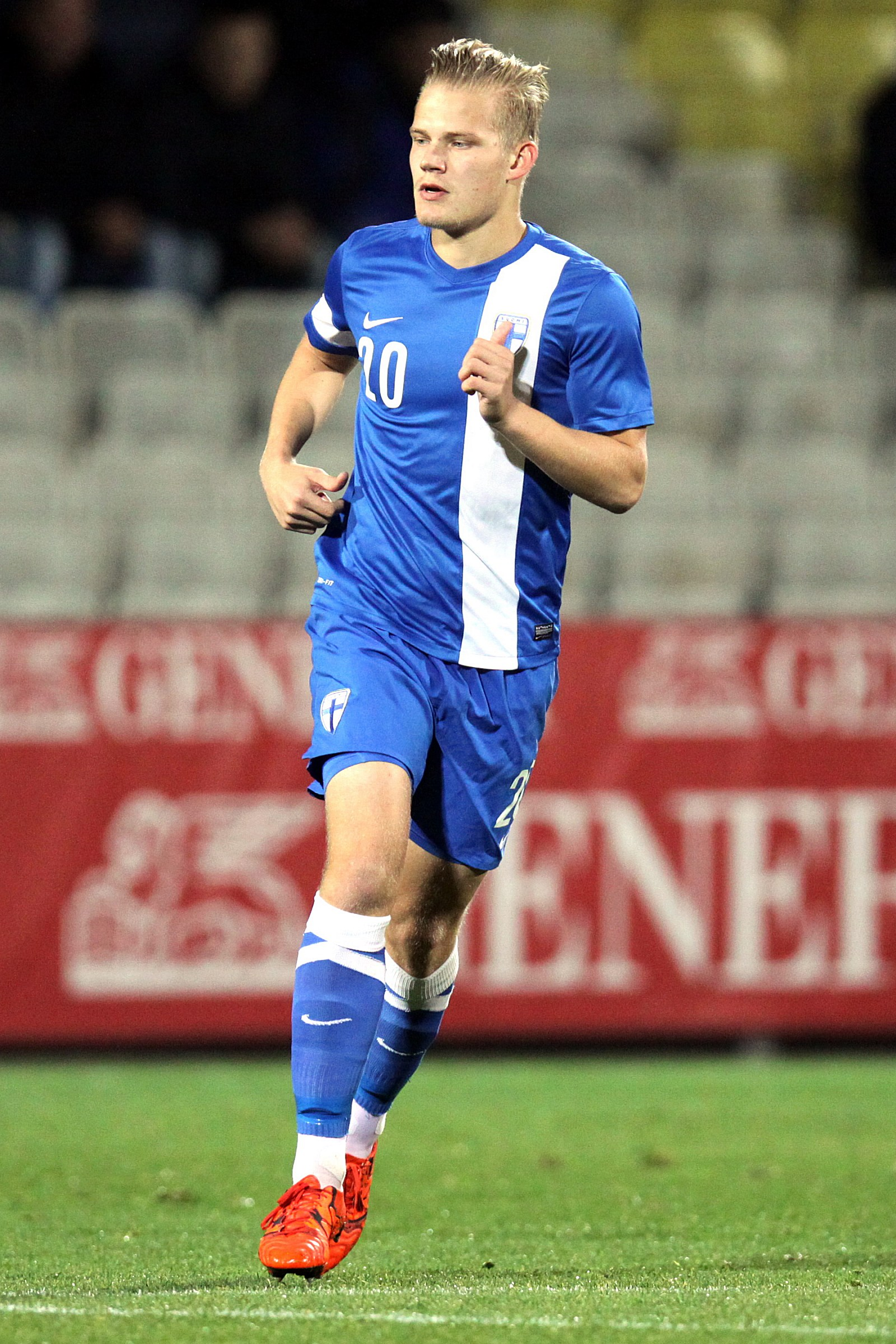
Pohjanpalo im Trikot der U-21-Nationalmannschaft Finnlands (2015)

Sein Debüt als Nationalspieler gab er für die U15-Nationalmannschaft, die am 25. August 2009 in Norsjö das Freundschaftsspiel gegen die U15-Nationalmannschaft Schwedens mit 2:1 gewann.
Am 14. November 2012 gab Pohjanpalo auf Zypern sein Debüt in der finnischen A-Nationalmannschaft: Beim 3:0-Freundschaftsspielsieg Finnlands wurde er in der 70. Minute für Teemu Pukki eingewechselt. Sein erstes Tor für die Uhus schoss er in seinem dritten Länderspiel am 5. März 2014 in Győr zehn Minuten nach seiner Einwechslung zum 1:1-Ausgleich im mit 2:1 gewonnenen Freundschaftsspiel gegen Ungarn. In der Qualifikation für die EM 2016 wurde er in allen zehn Spielen eingesetzt, aber nur einmal für 90 Minuten. Er konnte aber die Siegtreffer bei den 1:0-Siegen gegen die Färöer und Griechenland sowie die 1:0-Führung gegen Rumänien erzielen, die erst in der Nachspielzeit egalisiert wurde. Am Ende verpassten die Finnen aber als Vierte die Endrunde. Noch schlechter verlief die Qualifikation für die WM 2018, die die Finnen als Fünfte beendeten. Pohjanpalo konnte immerhin zwei Tore in fünf Spielen beitragen. 2018 konnte er krankheitsbedingt (s. oben) nur ein Länderspiel mitmachen, 2019 kam er dann im Oktober wieder in zwei Spielen der erfolgreichen Qualifikation für die EM 2021 zum Einsatz und erzielte bei der 1:4-Niederlage gegen Griechenland das Tor für seine Mannschaft. 2020 wurde er nach der COVID-19-bedingten Länderspielpause in fünf Spielen der UEFA Nations League 2020/21 und einem Freundschaftsspiel eingesetzt.
Bei der Europameisterschaft 2021 gehörte er dem finnischen Kader an. Mit dem 1:0-Siegtreffer im ersten Spiel gegen Dänemark erzielte er das erste Tor Finnlands bei einer Europameisterschaft. Es blieb jedoch das einzige Tor der Finnen bei dem Turnier, die nach der Vorrunde nach Niederlagen gegen Russland und Belgien als Gruppendritte aus dem Wettbewerb ausschieden.

## Erfolge und Auszeichnungen

### Erfolge
- Finnischer Meister 2011 und 2012 (mit HJK Helsinki)
- Finnischer Pokalsieger 2011 (mit HJK Helsinki)

### Auszeichnungen
- Torschützenkönig:
  - Serie B: 2023/24 (22 Treffer)